# Regio-Tour 1997
Il Regio-Tour 1997, tredicesima edizione della corsa, si svolse dal 13 al 17 agosto 1997 su un percorso di 698 km ripartiti in 5 tappe, con partenza da Guebwiller e arrivo a Vogtsburg im Kaiserstuhl. Fu vinto dal russo Vjačeslav Džavanjan della Roslotto-ZG Mobili davanti all'australiano Patrick Jonker e allo svizzero Roland Meier.

## Tappe
| Tappa  | Data      | Percorso                                            | km  | Vincitore di tappa  | Leader cl. generale |
| ------ | --------- | --------------------------------------------------- | --- | ------------------- | ------------------- |
| 1ª     | 13 agosto | Guebwiller > Guebwiller                             | 168 | Vjačeslav Džavanjan | Vjačeslav Džavanjan |
| 2ª     | 14 agosto | Müllheim > Müllheim                                 | 170 | Vjačeslav Džavanjan | Vjačeslav Džavanjan |
| 3ª     | 15 agosto | Rust > Endingen (cron. individuale)                 | 19  | Uwe Peschel         | Vjačeslav Džavanjan |
| 4ª     | 16 agosto | Wehr > Wehr                                         | 179 | Juris Silovs        | Vjačeslav Džavanjan |
| 5ª     | 17 agosto | Vogtsburg im Kaiserstuhl > Vogtsburg im Kaiserstuhl | 162 | Kai Hundertmarck    | Vjačeslav Džavanjan |
| Totale | Totale    | Totale                                              | 698 |                     |                     |

## Dettagli delle tappe

### 1ª tappa
- 13 agosto: Guebwiller > Guebwiller – 168 km

| Pos. | Corridore           | Squadra    | Tempo    |
| ---- | ------------------- | ---------- | -------- |
| 1    | Vjačeslav Džavanjan | Roslotto   | 4h11'20" |
| 2    | Federico De Beni    | Brescialat | s.t.     |
| 3    | Jan Schaffrath      | Telekom    | s.t.     |

| Pos. | Corridore           | Squadra  | Tempo |
| ---- | ------------------- | -------- | ----- |
| 1    | Vjačeslav Džavanjan | Roslotto |       |

### 2ª tappa
- 14 agosto: Müllheim > Müllheim – 170 km

| Pos. | Corridore           | Squadra  | Tempo    |
| ---- | ------------------- | -------- | -------- |
| 1    | Vjačeslav Džavanjan | Roslotto | 4h27'45" |
| 2    | Juris Silovs        | Schauff  | s.t.     |
| 3    | Arvis Piziks        | Rabobank | s.t.     |

| Pos. | Corridore           | Squadra  | Tempo    |
| ---- | ------------------- | -------- | -------- |
| 1    | Vjačeslav Džavanjan | Roslotto | 8h38'44" |

### 3ª tappa
- 15 agosto: Rust > Endingen (cron. individuale) – 19 km

| Pos. | Corridore      | Squadra    | Tempo  |
| ---- | -------------- | ---------- | ------ |
| 1    | Uwe Peschel    | Schauff    | 21'42" |
| 2    | Roland Meier   | Post Swiss | a 15"  |
| 3    | Patrick Jonker | Rabobank   | a 18"  |

| Pos. | Corridore           | Squadra  | Tempo    |
| ---- | ------------------- | -------- | -------- |
| 1    | Vjačeslav Džavanjan | Roslotto | 9h00'53" |

### 4ª tappa
- 16 agosto: Wehr > Wehr – 179 km

| Pos. | Corridore      | Squadra  | Tempo    |
| ---- | -------------- | -------- | -------- |
| 1    | Juris Silovs   | Schauff  | 4h30'33" |
| 2    | Christian Henn | Telekom  | s.t.     |
| 3    | Marco Fincato  | Roslotto | s.t.     |

| Pos. | Corridore           | Squadra  | Tempo     |
| ---- | ------------------- | -------- | --------- |
| 1    | Vjačeslav Džavanjan | Roslotto | 13h42'20" |

### 5ª tappa
- 17 agosto: Vogtsburg im Kaiserstuhl > Vogtsburg im Kaiserstuhl – 162 km

| Pos. | Corridore        | Squadra    | Tempo |
| ---- | ---------------- | ---------- | ----- |
| 1    | Kai Hundertmarck | Telekom    |       |
| 2    | Mariano Piccoli  | Brescialat |       |
| 3    | Chann McRae      | Saturn     |       |

| Pos. | Corridore           | Squadra    | Tempo     |
| ---- | ------------------- | ---------- | --------- |
| 1    | Vjačeslav Džavanjan | Roslotto   | 18h00'00" |
| 2    | Patrick Jonker      | Rabobank   | a 13"     |
| 3    | Roland Meier        | Post Swiss | a 18"     |

## Classifiche finali

### Classifica generale
| Pos. | Corridore           | Squadra            | Tempo     |
| ---- | ------------------- | ------------------ | --------- |
| 1    | Vjačeslav Džavanjan | Roslotto-ZG Mobili | 18h00'00" |
| 2    | Patrick Jonker      | Rabobank           | a 13"     |
| 3    | Roland Meier        | Post Swiss Team    | a 18"     |
| 4    | Arvis Piziks        | Rabobank           | a 34"     |
| 5    | Eddy Mazzoleni      | Saeco              | a 39"     |
| 6    | Fred Rodriguez      | Saturn             | a 44"     |